# Caixa General de Reparacions

Escut de la Segona República Espanyola

La Caixa general de reparacions de danys derivats de la guerra civil va ser un organisme de repressió econòmica dependent del Ministeri d'Hisenda de la Segona República Espanyola, creat el dia 23 de setembre de 1936 -als dos mesos d'iniciada la Guerra Civil- pel Govern de Largo Caballero a fi de confiscar en favor del Govern els béns dels civils que donessin suport al cop d'estat del 18 de juliol.
El seu únic director va ser Amaro del Rosal Díaz, dirigent de la Unió General de Treballadors i proper al PCE.
La seva seu es trobava a la ciutat de València, Carrer del Mar, número 55.

## Historial
En produir-se la revolta militar del 18 de juliol de 1936, nombrosos membres de l'alta burgesia i l'aristocràcia espanyola van recolzar activament la rebel·lió o van simpatitzar amb ella. En tractar-se de grans propietaris amb nombrós béns a la zona sota control de govern frontpopulista, diverses organitzacions afectes (sindicats, partits d'esquerra, comitès obrers, etc.) van prendre possessió dels béns tant mobles com immobles d'aquests simpatitzants de la rebel·lió.
Aquesta situació va exposar al govern republicà que aquests béns haurien de ser controlats directament per l'administració central, i usar-los per reparar els danys que fossin causats per la rebel·lió militar, regulant les confiscacions «amb càrrec a les responsabilitats civils dels partícips en el moviment sediciós», tant directa com indirectament, en el transcurs de la Guerra Civil espanyola. Per a això el decret de creació de la Caixa General de Reparacions va esgrimir la següent motivació:
| « | No és versemblant que bastin per eixugar el quantiós crebant material que ha de suportar el nostre país els béns dels criminalment responsables del moviment sediciós que ha atacat la legalitat constituïda del nostre poble. Però, no obstant això, és ben just que ells siguin els primers a suportar el crebant | » |
| — | |   |

La Caixa va ser concebuda amb molt àmplies finalitats, tant econòmics com a socials, suposant-se que el seu patrimoni havia de servir per reparar i restaurar l'economia després de la guerra, i per a això va ser dotada de competències extraordinàries. No obstant això, a causa de les limitacions imposades per la guerra i les dificultats econòmiques en la rereguarda republicana, la Caixa només es va encarregar realment de centralitzar les requises i la gestió dels patrimonis confiscats, tasca que va realitzar amb notable secretisme, encara que després se la va acusar de flagrant ineficiència. El seu únic director va ser Amaro del Rosal Díaz, dirigent de la Unió General de Treballadors i proper tant a Negrín com al PCE.
Al llarg de la guerra civil la Caixa va acumular una immensa quantitat de béns, molts d'ells sense suport legal en ser producte de simples requises practicades a cases privades o d'espolis executats per particulars, També es va comprovar anys després que la quantitat de béns mobles confiscats per la Caixa mai va ser comptabilitzada amb rigor, ni taxada adequadament, al punt que la destinació de molts d'ells va resultar incert després de la fi de la guerra.
Els béns immobles confiscats per la Caixa van consistir principalment en finques, cases o palaus, utilitzats gairebé immediatament per a finalitats militars, en tant la situació bèl·lica no permetia una altra ocupació. Respecte dels béns mobles la majoria estaven constituïts per obres d'art de col·leccions privades, vehicles de luxe, i sobretot gran quantitat de joies en metall preciós. Després aquests béns van ser traslladats massivament al Castell de Figueres, que per la seva proximitat a la frontera francesa permetia la venda d'aquests béns sumptuaris a canvi de divises estrangeres, comerciant tals articles a França o Suïssa.
En avançar el conflicte i fer-se insostenible la situació de la República, després de la batalla de l'Ebre, la Caixa General de Reparacions va traslladar la major part dels béns confiscats cap a França, on va passar a integrar l'anomenat «tresor del iot Vita». Una altra gran part d'aquests béns va ser capturada per les tropes franquistes al Castell de Figueres i retornada als seus legítims propietaris.

## Objectius

Àrees de control dels bàndols enfrontats cap a setembre de 1936.

Francisco Largo Caballero presidia el 23è Govern de la Segona República Espanyola amb Juan Negrín com a ministre d'Hisenda, la part expositiva del Decret assenyalava:
| «            | "... Es crea una Caixa General de Reparacions de danys derivats de la guerra civil, amb càrrec a la responsabilitat civil dels qui han tingut participació directa o indirecta en el moviment rebel. Amb càrrec a aquesta Caixa de Reparacions se satisfaran els auxilis i s'atorgaran els crèdits necessaris per a la reparació dels danys causats per la rebel·lió..." | » |
| — Article 1r | |   |

Una enumeració dels seus amplis objectius queda plasmada en la Memòria que la seva Direcció general va editar a l'octubre de 1936.

## Consell Executiu
El 29 de setembre de 1936 va ser nomenant director general Amaro del Rosal Díaz i el 18 de novembre es va decidir la constitució d'un Consell Executiu compost per Amaro del Rosal, director; Esteban Martínez Hervás, vice-director; i Eduardo Ruiz Gajá, secretari general.
El 30 de novembre celebren la seva primera reunió acordant fixar el sou dels seus tres membres en 18 000 pessetes anuals, més 6 000 pessetes al primer i 5 000 als dos segons, per despeses de representació.

## Actuació
Creada aquesta caixa amb la finalitat de reparar danys, les seves funcions es van limitar a centralitzar els béns i valors dels acusats. Quan fuig a València el ministre d'Hisenda, la Junta segueix els seus passos i encara que van desvalisar les caixes particulars del banc d'Espanya van abandonar quantioses riqueses, la qual cosa després es va dir tresor del Vita; així ens ho explica el llavors president de la República:
| «                                                           | "...L'abandó de Madrid va ser tan precipitat que en possessionar-se de cert Ministeri, un membre de la Junta va trobar un caixa plena de brillants, producte de registres, confiscacions i segrestos. Ningú la custodiava. No hi havia inventari, ni explica alguna. Haguessin pogut agafar-se els brillants a cabassos, diu Miaja. A una altra habitació, un gran nombre d'objectes de or i plata, en igual situació. Tot ho van lliurar a la Direcció general de Seguretat..." | » |
| — Manuel Azaña, Memorias políticas y de guerra, página 369. | |   |

## Arxiu

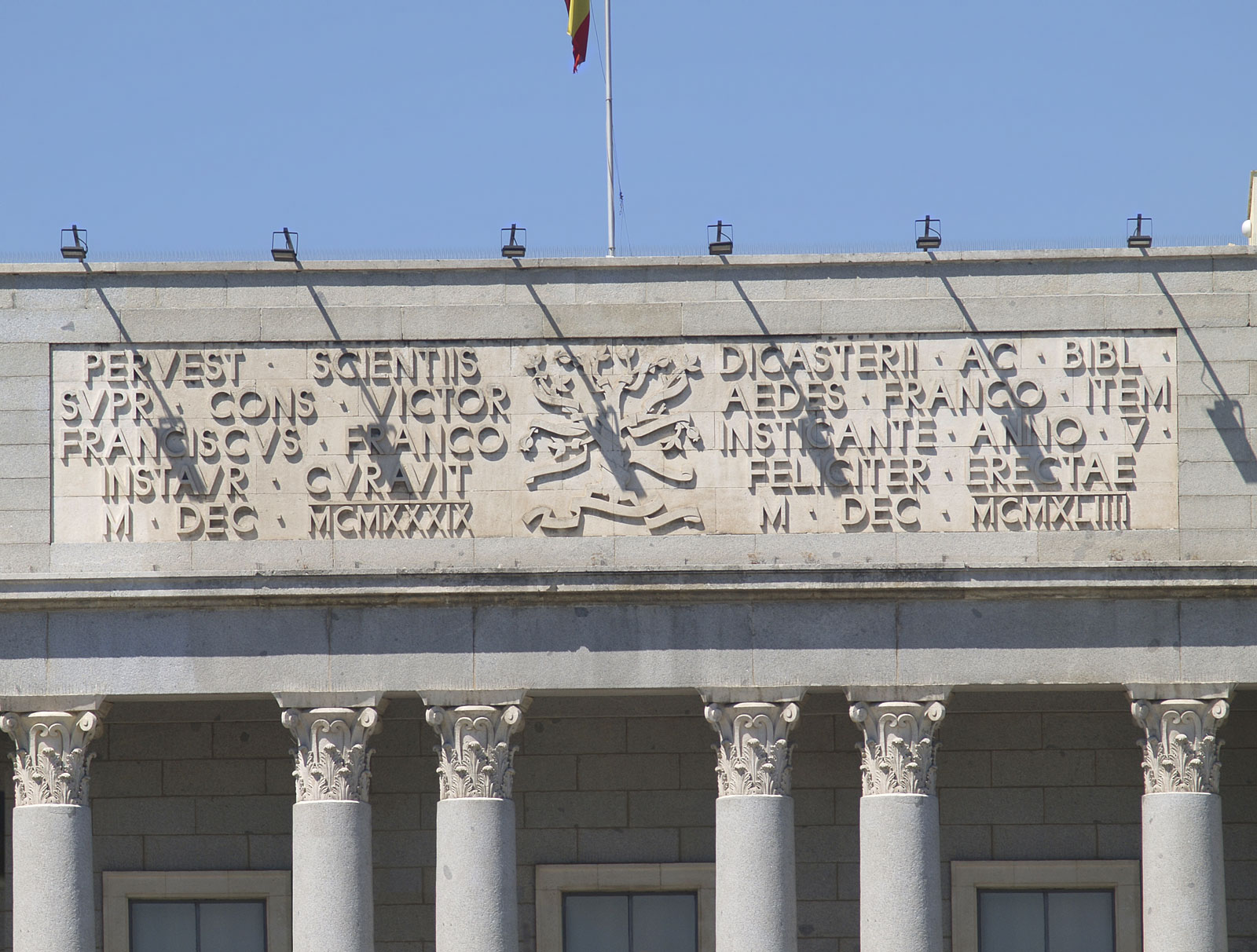
Detall de l'entrada de l'edifici principal del Consell Superior d'Investigacions Científiques en el complex del carrer Serrano (Madrid), on es troba l'Arxiu Històric Nacional.

Entre els anys 1960 i 1962 el Ministeri d'Hisenda va remetre a l'Arxiu Històric Nacional més de 24.000 lligalls i més de 15.000 llibres. Dins d'aquest ampli volum, val la pena destacar dos fons de l'època de la Guerra Civil: un sense inventariar, format pels documents de la Comissió interministerial liquidadora de Campsa-Gentibus, CEA i CLUEA; un altre, corresponent a la Caixa General de Reparacions i que gaudeix ja d'un inventari per a consulta dels investigadors.